# Орелан (Горњи Пиринеји)
Орелан (фр. Aureilhan) насеље је и општина у јужној Француској у региону Миди Пирене, у департману Горњи Пиринеји која припада префектури Тарб.
По подацима из 2011. године у општини је живело 7941 становника, а густина насељености је износила 841,21 становника/km². Општина се простире на површини од 9,44 km². Налази се на средњој надморској висини од 306 метара (максималној 385 m, а минималној 284 m).

## Демографија
| 1962. | 1968. | 1975. | 1982. | 1990. | 1999. | 2011. |
| ----- | ----- | ----- | ----- | ----- | ----- | ----- |
| 5.835 | 6.782 | 7.895 | 7.590 | 7.454 | 7.447 | 7.941 |

График промене броја становника у току последњих година